# Zbigniew Rau
Zbigniew Włodzimierz Rau, född 3 februari 1955 i Łódź, är en polsk politiker (Lag och rättvisa) och jurist. Rau doktorerade 1982 i juridik vid Universitetet i Łódź. Han var Polens utrikesminister (2020-2023).
Rau var vojvod för Łódź vojvodskap 2015–2019. Han efterträdde 2020 Jacek Czaputowicz som utrikesminister.